# Polyptychoides unilineata
Polyptychoides unilineata är en fjärilsart som beskrevs av Clark 1935. Polyptychoides unilineata ingår i släktet Polyptychoides och familjen svärmare. Inga underarter finns listade i Catalogue of Life.